# Agave palustris
Agave palustris ist eine Pflanzenart aus der Gattung der Agaven (Agave) in der Unterfamilie der Agavengewächse (Agavoideae). Das Artepitheton palustris stammt aus dem Lateinischen, bedeutet ‚zum Sumpf gehörend‘ und verweist auf das bevorzugte Habitat der Art.

## Beschreibung
Über die Wurzeln von Agave palustris ist nichts bekannt. Ihre zwei bis vier grundständigen Laubblätter sind an ihrer Basis verschmälert. Die Blattspreite ist 20 bis 30 Zentimeter lang und 0,8 bis 1,5 Zentimeter breit. Ihre parallelen Blattadern stehen etwas hervor. Die drei oder vier Schaftblätter sind nach oben hin stark reduziert.
Der „ährige“ Blütenstand erreicht eine Höhe von etwa 40 Zentimeter. Der aufrechte Schaft trägt drei bis fünf Blütenpaare. Die unteren Blüten sind sitzend oder bis zu 5 Millimeter gestielt, die oberen Blüten sind fast sitzend. Die Blüten duften wie die Tuberose. Ihre 30 bis 60 Millimeter langen spitzenwärts ausspreizenden Perigonblätter sind nahe der Mitte auswärts gebogen. Die Blütenröhre ist an ihrer Mündung sehr leicht schief. Die eiförmigen, etwas ausgebreiteten Zipfel sind stumpf oder stumpflich zugespitzt und 5 bis 6 Millimeter lang. Die Staubbeutel ragen nicht aus der Blütenröhre hinaus.
Über die Früchte und Samen ist nichts bekannt.

## Systematik und Verbreitung
Agave palustris ist im Bundesstaat Nayarit an sumpfige Stellen verbreitet. Die Art ist nur von der Typusaufsammlung bekannt.
Die Erstbeschreibung als Polianthes palustris durch Joseph Nelson Rose wurde 1903 veröffentlicht. Joachim Thiede und Urs Eggli stellten die Art 1999 in die Gattung Agave.
Die Art gehört in die Untergattung Manfreda.

## Nachweise